# Primera División (Argentinien) 1949
Die Primera División 1949 war die 19. Spielzeit der argentinischen Fußball-Liga Primera División. Begonnen hatte die Saison am 24. April 1949. Der letzte Spieltag war der 6. Dezember 1949. Vor der Saison wurde die Teilnehmerzahl der Liga von zuvor sechzehn Mannschaften auf nun achtzehn Teams erhöht. Weiterhin gab es aber 1949 zwei Absteiger, nicht mehr nur einen.
Als Aufsteiger kamen Ferro Carril Oeste und Club Atlético Atlanta aus der Primera B Nacional dazu. Der Racing Club beendete die Saison als Meister wurde damit Nachfolger von CA Independiente. In die Primera B Nacional musste CA Lanús absteigen.

## Abschlusstabelle
| Pl. | Verein                      | Sp. | S  | U  | N  | Tore    | Diff. | Punkte |
| --- | --------------------------- | --- | -- | -- | -- | ------- | ----- | ------ |
| 1.  | Racing Club                 | 34  | 21 | 7  | 6  | 087:470 | +40   | 49     |
| 2.  | River Plate                 | 34  | 18 | 7  | 9  | 071:360 | +35   | 43     |
| 2.  | CA Platense                 | 34  | 16 | 11 | 7  | 068:480 | +20   | 43     |
| 4.  | CA San Lorenzo de Almagro   | 34  | 17 | 8  | 9  | 072:620 | +10   | 42     |
| 5.  | CA Newell’s Old Boys        | 34  | 15 | 11 | 8  | 061:500 | +11   | 41     |
| 6.  | Estudiantes de La Plata     | 34  | 13 | 12 | 9  | 053:540 | −1    | 38     |
| 7.  | CA Vélez Sarsfield          | 34  | 15 | 5  | 14 | 049:520 | −3    | 35     |
| 8.  | Chacarita Juniors           | 34  | 14 | 5  | 15 | 057:610 | −4    | 33     |
| 9.  | CA Independiente (M)        | 34  | 12 | 9  | 13 | 065:720 | −7    | 33     |
| 10. | CA Banfield                 | 34  | 11 | 10 | 13 | 070:770 | −7    | 32     |
| 11. | Gimnasia y Esgrima La Plata | 34  | 11 | 8  | 15 | 054:580 | −4    | 30     |
| 12. | CA Rosario Central          | 34  | 12 | 5  | 17 | 062:670 | −5    | 29     |
| 13. | Ferro Carril Oeste (N)      | 34  | 10 | 9  | 15 | 047:590 | −12   | 29     |
| 14. | Club Atlético Atlanta (N)   | 34  | 14 | 1  | 19 | 048:640 | −16   | 29     |
| 15. | Boca Juniors                | 34  | 10 | 7  | 17 | 052:580 | −6    | 27     |
| 16. | CA Tigre                    | 34  | 9  | 9  | 16 | 052:680 | −16   | 27     |
| 17. | CA Huracán                  | 34  | 9  | 8  | 17 | 047:570 | −10   | 26     |
| 17. | CA Lanús                    | 34  | 9  | 8  | 17 | 059:840 | −25   | 26     |

| (M) | Vorjahres-Meister                                    |
| (N) | Vorjahres-Aufsteiger aus der Primera B Nacional 1948 |

## Endspiel um die Vizemeisterschaft
Da River Plate und CA Platense in der Abschlusstabelle nach dem 34. Spieltag punktgleich waren, wurde ein Entscheidungsspiel um den zweiten Tabellenplatz abgehalten. Sowohl Hin- als auch Rückspiel fand im Stadion von CA San Lorenzo de Almagro, im Estadio Gasómetro, statt.
|             | Gesamt |             | Hinspiel | Rückspiel |
| ----------- | ------ | ----------- | -------- | --------- |
| CA Platense | 1:6    | River Plate | 1:2      | 0:4       |

Damit stand River Plate als Vizemeister in der Saison 1949 fest, Platense musste sich mit dem dritten Rang begnügen.

## Play-out gegen den Abstieg
|            |  |          | Hinspiel | Rückspiel |
| ---------- |  | -------- | -------- | --------- |
| CA Huracán |  | CA Lanús | 1:0      | 1:4       |

Da es nach Hin- und Rückspiel nach Punkten remis stand, mussten ein weiteres Spiel ausgetragen werden, um den Absteiger zu ermitteln.
|            | Ergebnis |          |
| ---------- | -------- | -------- |
| CA Huracán | 3:3      | CA Lanús |

Da dieses Spiel unentschieden endete, kam es wenig später zu einem vierten Spiel innerhalb der Playouts gegen den Abstieg.
|          | Ergebnis |            |
| -------- | -------- | ---------- |
| CA Lanús | 2:3      | CA Huracán |

Dieses wurde von Huracán im Stadion von River Plate mit 3:2 gewonnen, wodurch Huracán den Klassenerhalt sicherte, Lanús hingegen musste absteigen.

## Meistermannschaft
| Racing Club | |
|             | Rubén Bravo, Juan Carlos Fonda, Julio Gagliardo, Higinio García, Ernesto Gutiérrez, Donato Hernández, Norberto Méndez, Saúl Ongaro, Nicolás Palma, José García Pérez, Alberto Rastelli, Antonio Oscar Rodríguez, Juan Carlos Salvini, Llamil Simes, Juan Carlos Sobrero, Ezra Sued Trainer: Guillermo Stábile |

## Torschützenliste
| Pl. | Nat.        | Spieler           | Verein                | Tore |
| --- | ----------- | ----------------- | --------------------- | ---- |
| 1   | Argentinien | Juan José Pizzuti | CA Banfield           | 26   |
| 1   | Argentinien | Llamil Simes      | Racing Club           | 26   |
| 3   | Argentinien | Isaac Scliar      | CA Vélez Sarsfield    | 20   |
| 3   | Argentinien | Santiago Vernazza | CA Platense           | 20   |
| 5   | Argentinien | Alfredo Runzer    | Club Atlético Atlanta | 19   |